# Hubert Kowalewski
Hubert Kowalewski (ur. 3 sierpnia 1981 w Sulechowie, zm. 26 lutego 2008 nieopodal Szaranu w Afganistanie) – polski żołnierz, starszy szeregowy Wojska Polskiego, pośmiertnie awansowany do stopnia kaprala.

## Życiorys
Syn Zygmunta i Ewy. Pochodził z rodziny o tradycjach wojskowych, żołnierzem sulechowskiego 22 Pułku Artylerii był jego ojciec. Służbę wojskową rozpoczął w 2001 r. na stanowisku działonowego czołgu w 10 Brygadzie Kawalerii Pancernej w Świętoszowie. We wrześniu 2002 r. został powołany do służby jako żołnierz nadterminowy. Ukończył kurs szkolenia załóg czołgów Leopard 2A4 w Niemczech. W 2005 r. uczestniczył w IV zmianie PKW w Iraku na stanowisku celowniczego. 15 października 2007 jako starszy szeregowy rozpoczął pełnienie misji w ramach II zmiany PKW Afganistan. Zginął tragicznie 26 lutego 2008 około godziny 15.45 czasu polskiego, 3 kilometry na południowy zachód od bazy Szaran, w prowincji Paktika, na skutek eksplozji ładunku wybuchowego. Opancerzony pojazd typu Humvee, którym poruszali się polscy żołnierze wracający ze spotkania ze starszyzną plemienną pobliskiej wsi, podczas którego omawiali kwestię pomocy humanitarnej, najechał na minę. W wyniku eksplozji - oprócz niego - na miejscu zginął również starszy kapral Szymon Słowik z 16 Batalionu Powietrznodesantowego w Krakowie, a jeden z żołnierzy został ranny.
Minister Obrony Narodowej pośmiertnie mianował go na stopień kaprala, a Prezydent Rzeczypospolitej Polskiej odznaczył Krzyżem Kawalerskim Orderu Krzyża Wojskowego za wybitne zasługi w działaniach prowadzonych podczas akcji bojowych, za wykazaną odwagę i osobiste męstwo, Gwiazdą Afganistanu i Gwiazdą Iraku, natomiast dowódca PKW Afganistan uhonorował Medalem NATO za udział w misji ISAF.